# Vestibulum vaginae

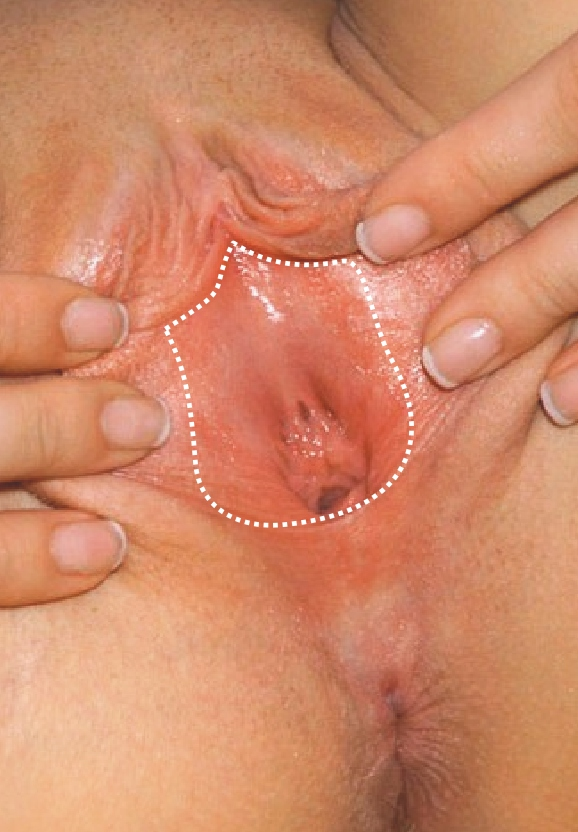
Het vaginaal vestibulum, gemarkeerd door de gestippelde lijn

Het vestibulum vaginae of de schedevoorhof is het gebied tussen de twee binnenste schaamlippen van een vrouw. 
In het vestibulum vaginae bevinden zich de openingen van de urinebuis en van de vagina. De klieren van Bartholin en de klieren van Skene komen ook uit in het vestibulum vaginae. Deze scheiden vocht af bij seksuele opwinding. De kliertjes van Bartholin produceren slijmachtig vocht dat dient als glijmiddel. Als de vrouw opgewonden is, kunnen de klieren van Skene veel vocht aanmaken en kan het spuiten van dit vocht voor een vrouwelijke ejaculatie zorgen.
Aan de voorzijde van het vestibulum vaginae bevinden zich de clitorishoed en de clitoris. Het frenulum labiorum pudendi is het punt waar de binnenste schaamlippen aan de achterzijde van de voorhof bij elkaar komen. 

## Pijn en irritatie
Vulvodynie is een term voor chronische pijn en/of branderig gevoel van de vulva waarbij het welbevinden (sterk) verminderd is. Doorgaans zijn er geen andere verschijnselen dan roodheid van het vestibulum vaginae waar te nemen. In sommige gevallen is er extreme pijn. Pijn aan het vestibulum vaginae komt relatief vaak voor. Uit een onderzoek van de Universiteit van Michigan bleek dat ongeveer 28% van de vrouwen in het verleden en ongeveer 8% in de laatste zes maanden vaginaal vestibulaire pijn heeft gehad.